# Herb Lubania
Herb Lubania – jeden z trzech (obok flagi i pieczęci) symboli miejskich Lubania, zatwierdzony (w uproszczonej w porównaniu do historycznych wersji) w Statucie Miasta uchwałą z 23 stycznia 2007.

## Wygląd i symbolika
Czerwono-czarna tarcza herbowa wyobraża dwa skrzyżowane srebrne (białe) klucze. Krzyżują się one pod kątem prostym na przecięciu pola czerwonego (górnego) i czarnego (dolnego).

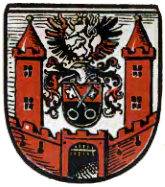
herb Lubania, pochodzący z herbarza Otto Huppa
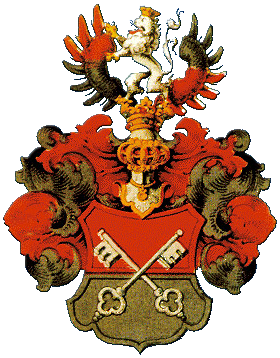
historyczny, bogato zdobiony herb miasta
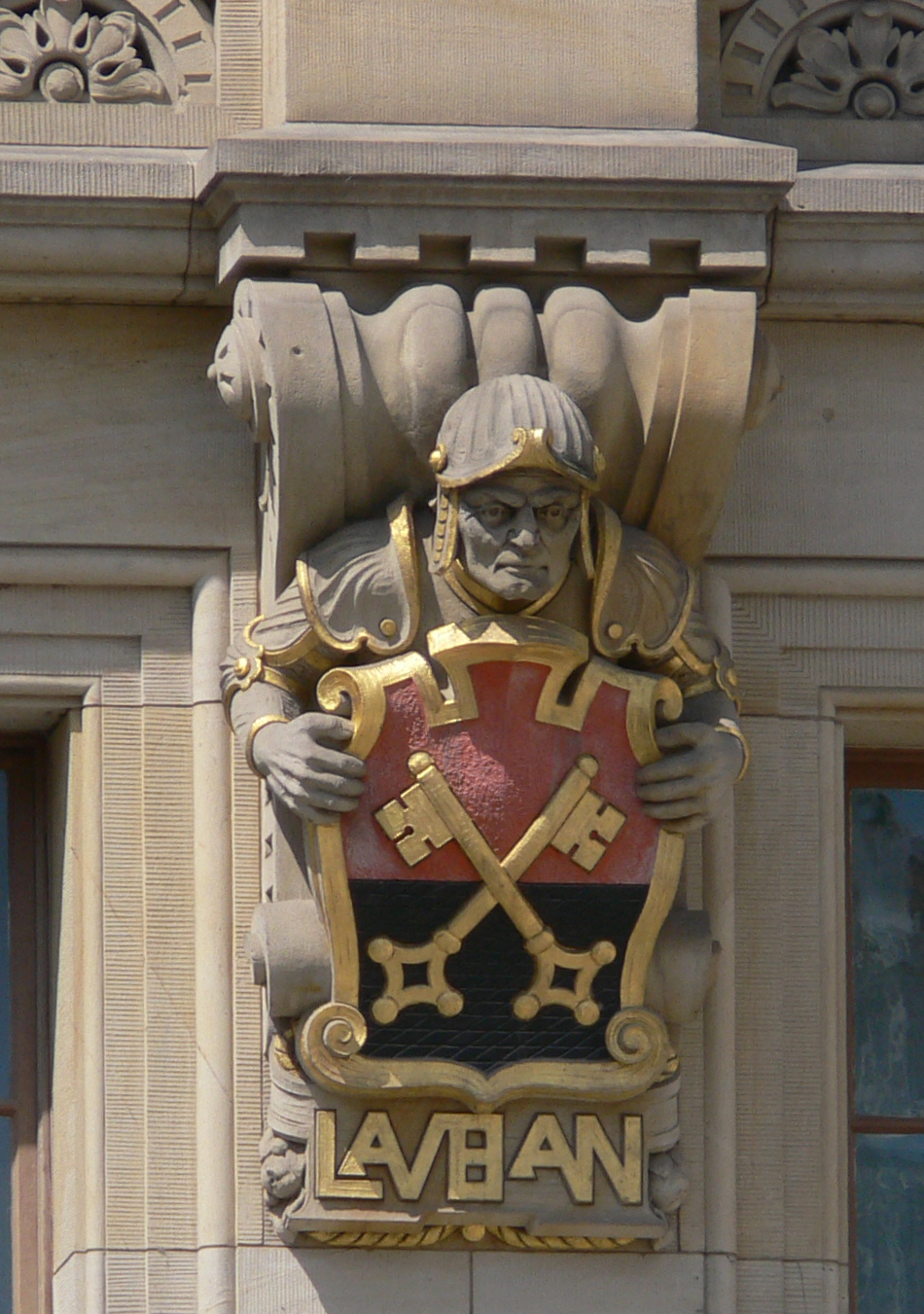
herb Lubania z nowego ratusza w Görlitz